# Elezioni presidenziali in Lituania del 1997-98
Le elezioni presidenziali in Lituania del 1997-98 si tennero il 21 dicembre (primo turno) e il 4 gennaio (secondo turno).

## Risultati
| Valdas Adamkus       | Indipendente                                   | 516 798   | 27,90 | 968 031   | 50,37 |  |  |  |
| Artūras Paulauskas   | Indipendente                                   | 838 819   | 45,28 | 953 775   | 49,63 |  |  |  |
| Vytautas Landsbergis | Unione della Patria - Conservatori di Lituania | 294 881   | 15,92 |           |       |  |  |  |
| Vytenis Andriukaitis | Partito Socialdemocratico di Lituania          | 105 916   | 5,72  |           |       |  |  |  |
| Kazys Bobelis        | Partito dei Democratici Cristiani di Lituania  | 73 287    | 3,96  |           |       |  |  |  |
| Rolandas Pavilionis  | Indipendente                                   | 16 070    | 0,87  |           |       |  |  |  |
| Rimantas Smetona     | Indipendente                                   | 6 697     | 0,36  |           |       |  |  |  |
| Totale               | Totale                                         | 1 852 468 | 100   | 1 921 806 | 100   |  |  |  |
|                      |                                                |           |       |           |       |  |  |  |
| Voti non validi      | Voti non validi                                | 22 680    | 1,21  | 15 980    | 0,82  |  |  |  |
| Votanti              | Votanti                                        | 1 875 148 | 71,45 | 1 937 786 | 73,66 |  |  |  |
| Elettori             | Elettori                                       | 2 624 312 |       | 2 630 681 |       |  |  |  |